# Lopezia laciniata
Lopezia laciniata là một loài thực vật có hoa trong họ Anh thảo chiều. Loài này được (Rose) M.E. Jones mô tả khoa học đầu tiên năm 1929.